# Шовкова Протока
Шовкова Прото́ка — село в Україні, у Лутугинській міській громаді Луганського району Луганської області.
Населення становить 361 осіб.

## Назва
Перша згадка про село датується 1680 роком, коли воно ще носило назву Голубівка. З 1925 року село називалось Шовковий Проток, а сучасна назва існує з 1950 року.

## Історія
У XVIII сторіччі на місці селища існував зимівник Кальміуської паланки Війська Запорозького Низового, відомий як «Шовковий Протік на річці Луганчику».
За даними на 1859 рік у власницькому селі Шовкова Протока (Голубівка) Слов'яносербського повіту Катеринославської губернії мешкало 306 осіб (158 чоловіків та 148 жінок), налічувалось 47 дворових господарств.
Станом на 1886 рік у колишньому власницькому селі Кам'янської волості мешкало 486 осіб, налічувалось 64 двори, відбувався щорічний ярмарок.
На початок 1908 рік село входило до складу Першозванівської волості, населення зросло до 830 осіб (443 чоловічої статі та 387 — жіночої), 128 дворових господарств.
12 червня 2020 року, відповідно до Розпорядження Кабінету Міністрів України № 717-р «Про визначення адміністративних центрів та затвердження територій територіальних громад Луганської області», увійшло до складу Лутугинської міської територіальної громади.
19 липня 2020 року, в результаті адміністративно-територіальної реформи та ліквідації  Лутугинського району, увійшло до складу новоутвореного Луганського району.

## Населення
За даними перепису населення 2001 року у селі проживали 361 особа.
Рідною мовою назвали:
| Мова       | Кількість осіб | Відсоток |
| ---------- | -------------- | -------- |
| українська | 246            | 68,14 %  |
| російська  | 115            | 31,86 %  |